# Cyphoma christahemmenae
Cyphoma christahemmenae là một loài ốc biển, là động vật thân mềm chân bụng sống ở biển trong họ Ovulidae.